# Eric Marshall

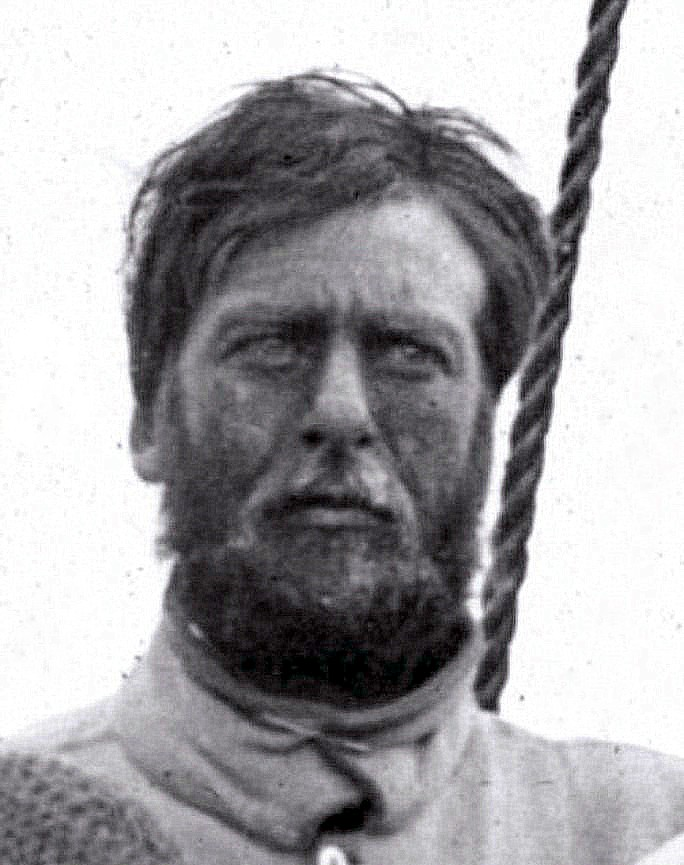
Marshall in 1908

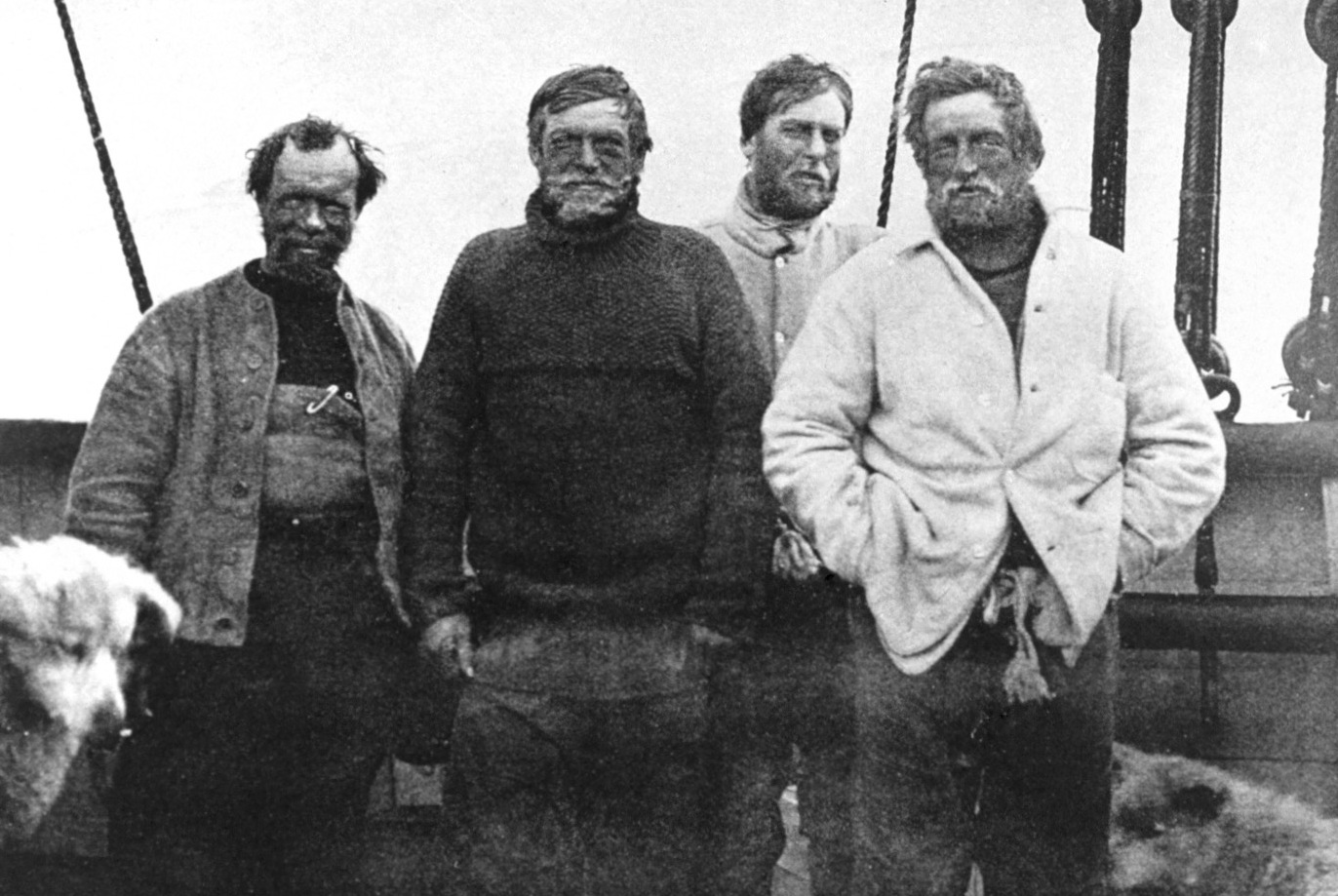
De Nimrod-expeditie met v.l.n.r. Frank Wild, Ernest Shackleton, Eric Marshall en Jameson Adams

Eric Marshall (Camden (Londen), 29 mei 1879 - Wight, 26 februari 1963) was een Brits poolonderzoeker, majoor en chirurg.

## Biografie
Marshall studeerde voor dokter. Hij werd chirurg in het St Bartholomew's Hospital in Londen. In 1906 ontmoette hij poolreiziger Ernest Shackleton. Shackleton wilde Marshall er graag bij voor de Nimrod-expeditie. Hij was een van de vier personen, die het zuidelijkste punt ooit bereikten tot dan toe, op 156 km van de Zuidpool. Niet lang daarna zou Marshall ook deelnemen aan de Expeditie van de British Ornithologist's Union naar Nederlands Nieuw-Guinea. 
Tijdens de Eerste Wereldoorlog was Marshall lid van het Royal Army Medical Corps.  Hij werd door Douglas Haig gevraagd om in Vlaanderen in de buurt van Ieper te dienen. In 1918 ontving hij de Military Cross. Bij het einde van de Eerste Wereldoorlog had hij de rang van majoor. Tijdens de Tweede Wereldoorlog diende hij opnieuw in het Royal Army Medical Corps. Hij bereikte in de Tweede Wereldoorlog de rang van luitenant-kolonel.
Na zijn pensioen verhuisde de familie Marshall naar Yarmouth, waar Marshall in 1963 overleed op 83-jarige leeftijd.